# ブルース・シマブクロ
ブルース・シマブクロ（Bruce Shimabukuro、1981年5月31日 - ）は日系アメリカ人5世のウクレレ奏者。アメリカ合衆国ハワイ州ホノルル出身。

## 経歴

### ウクレレプレーヤー
「ハワイのジミヘン」との異名もあるウクレレプレーヤーのジェイク・シマブクロの弟で、6歳で母親からウクレレを習い始め、兄とともに幼少時代からウクレレに慣れ親しむ。その後「ロイ佐久間ウクレレ･スタジオ」でレッスンを受けた。

### ブルース･シマブクロ･バンド
高校卒業後に、「ブルース･シマブクロ･バンド」を結成し、ハワイ州内でライブ活動を行う傍ら、ジェイクが講師を務めるウクレレ教室「ウクレレ・アカデミー」にて講師を務める。その後ホノルル市内で自らのスクール「ウクレレ・エッセンス」を開校する。また、ワイキキにある高級ホテル「シェラトン・ワイキキ」にあるウクレレ専門店の「ウクレレ･プアプア」でもレッスンを行う。

### メジャーデビュー
併せてハワイ州内だけでなく日本でもライブ活動を行い、2007年にはソニー・レコードから日本でもメジャー・デビューをした。多くの来日経験を持ち、日本の雑誌に連載を持つほか、テレビにも多く出演する。

### オーナー・経営者
現在、The Ukeboxのオーナー兼経営者。